# أنتيرو ليتو
أنتيرو ليتو (بالفنلندية: Antero Lehto) مواليد 2 أبريل 1984 في تامبيري، هو لاعب كرة سلة فنلندي. بدأ مسيرته الاحترافية في سنة 2000. يلعب مع بالاكانسترو فاريزي في ليغا باسكيت الدرجة الأولى كلاعب هجوم خلفي. يحمل الرقم 2. يبلغ طوله 6 قدم 1 بوصة (1.9 م). لعب مع نادي تامبيرين بيرينتو لكرة السلة وبالاكانسترو فاريزي.

## روابط خارجية
- أنتيرو ليتو على موقع الاتحاد الدولي لكرة السلة (الإنجليزية)
- أنتيرو ليتو على موقع كرة السلة الأوروبية.كوم (الإنجليزية)
- أنتيرو ليتو على موقع ريلجم (الإنجليزية)
- أنتيرو ليتو على موقع بروبوليرز (الإنجليزية)
- أنتيرو ليتو على موقع سبورتس رفرنس (الإنجليزية)